# Salvatore Tatarella
Salvatore Tatarella (* 11. Oktober 1947 in Cerignola; † 28. Januar 2017 in Bari) war ein italienischer Politiker. Er gehörte zunächst dem Movimento Sociale Italiano, dann ab 1995 der Nachfolgepartei Alleanza Nazionale an, danach dem Popolo della Libertà und seit 2011 der Partei Futuro e Libertà per l’Italia.
Nach seinem Hochschulabschluss in Rechtswissenschaften an der Universität Bari praktizierte Tatarella lange Jahre als Rechtsanwalt. Politisch war er zunächst als Mitglied des Provinzrats von Foggia und des Regionalrats von Apulien tätig. Von 1993 bis 1999 war er Bürgermeister seiner Heimatgemeinde Cerignola, später wurde er stellvertretender Bürgermeister von Bari. Von 1994 bis 1999 gehörte er erstmals dem Europäischen Parlament an, danach wechselte er in das Italienische Parlament, dem er bis 2001 angehörte. Danach war er Mitglied im Ausschuss der Regionen, ehe er 2004 in das Europaparlament zurückkehrte. Von 2008 bis 2009 war er dort stellvertretender Vorsitzender der Delegation für die Beziehungen zu den Ländern Südosteuropas. Nach der Neugründung 2009 zog Tatarella in den Parteivorstand des Popolo della Libertà ein, das er aber 2011 wieder verließ. Seit dem 25. April 2012 bis zum Ende der Wahlperiode im Juli 2014 war er im Europaparlament stellvertretender Vorsitzender der Delegation für die Beziehungen zu Israel.
Er verstarb am 28. Januar 2017 in Bari.